# Пак Сон Су
Пак Сон Су (кор. 박성수, р.19 мая 1970) — южнокорейский спортсмен, стрелок из лука, олимпийский чемпион.

## Биография
Родился в 1970 году. В 1988 году стал чемпионом Олимпийских игр в Сеуле.